# Rhabdoblatta elegans
Rhabdoblatta elegans es una especie de cucaracha del género Rhabdoblatta, familia Blaberidae, orden Blattodea. Fue descrita científicamente por Anisyutkin en 2000.

## Descripción
Mide 38,3–42,7 milímetros de longitud. La hembra es similar al macho pero un poco más grande.

## Distribución
Se distribuye por China (Yunnan, Guangxi, Guangdong, Jiangxi).